# اسکار آگیلرا
اسکار آگیلرا (اسپانیایی: Óscar Aguilera‎؛ زادهٔ ۱۱ مارس ۱۹۳۵) بازیکن فوتبال اهل پاراگوئه بود.
از باشگاه‌هایی که در آن بازی کرده است می‌توان به باشگاه فوتبال سویا، باشگاه ورزشی الیمپیا، و باشگاه فوتبال گرانادا اشاره کرد.
وی همچنین در تیم ملی فوتبال پاراگوئه بازی کرده است.